# Brachythele zonsteini
Espèce
Brachythele zonsteini est une espèce d'araignées mygalomorphes de la famille des Nemesiidae.

## Distribution
Cette espèce est endémique de la province de Eskişehir en Turquie,. Elle se rencontre vers Tepebaşı et Odunpazarı.

## Description
Le mâle holotype mesure 16,2 mm et la femelle paratype 26,0 mm.

## Systématique et taxinomie
Cette espèce a été décrite par Özkütük, Yağmur, Elverici, Gücel, Altunsoy et Kunt en 2022.

## Étymologie
Cette espèce est nommée en l'honneur de Sergey L. Zonstein.

## Publication originale
- Özkütük, Yağmur, Elverici, Gücel, Altunsoy & Kunt, 2022 : « New data on the East Mediterranean Nemesiidae (Aranei: Mygalomorphae). » Arthropoda Selecta, vol. 31, no 1, p. 67-78 (texte intégral).